# Keith Newton
Keith Robert Newton (23. června 1941, Manchester – 16. června 1998, Blackburn) byl anglický fotbalista. Nastupoval především na postu obránce. S anglickou reprezentací získal bronzovou medaili na mistrovství Evropy roku 1968 (nastoupil v semifinálovém zápase). Hrál i na mistrovství světa v roce 1970, zde odehrál tři ze čtyř anglických zápasů na turnaji. Stal se také prvním vystřídaným anglickým hráčem v historii světových šampionátů (v minulosti střídání nebylo možné). Za národní tým nastupoval v letech 1966–1970 a odehrál za něj 27 utkání. Na klubové úrovni hrál za Blackburn Rovers (1960–1969), Everton (1969–1972) a Burnley (1972–1978). S Evertonem se stal mistrem Anglie v sezóně 1969/70.